# Adolfo Luque
Adolfo Domingo De Guzmán "Dolf" Luque (La Habana, Cuba, 4 de agosto de 1890 - La Habana, 3 de julio de 1957), conocido como  Papá Montero, fue un jugador de béisbol cubano, siendo famoso como pitcher en las Grandes Ligas a principios del siglo XX.
Tuvo actuaciones en las Ligas menores desde los años 1913, año en el que pertenecía al combinado Long Beach con tan sobresaliente resultado de 22-5 por lo que fue ascendido a los Boston Braves donde realizó su debut en las Grandes Ligas en 1914. En 1918, fue transferido a los Cincinnati Reds, donde jugó durante 12 temporadas. En la Serie Mundial de 1919 jugó principalmente de pitcher. Luque jugó en Los Angeles Dodgers en los años 1930 y 1931 y con los New York Gigants entre 1932 y 1935. Estuvo con los Gigantes en la Serie Mundial de 1933, siendo el pitcher en el 5º y último juego de la serie frente de los Washington Senators. 
Luque se convirtió en un pitcher estrella en la temporada de 1920. Lideró la Liga Nacional en derrotas en 1922, su mejor año fue con los Rojos del Cincinnati en 1923 liderando la misma liga con 27 victorias y un PCL de 1,93. Además lideró la Liga Nacional con un PCL de 2,63 en 1925. Con la marca de 27 juegos ganados Adolfo Luque es el latinoamericano con más victorias alcanzadas para una temporada por un pitcher en la historia de las Grandes Ligas.
El principal lanzamiento de Luque era la bola curva. Por lo tanto, él era bastante analítico con sus lanzamientos. 

## Últimos años como beisbolista
Su atención a los detalles lo hicieron un gran profesor tras su retiro, siendo así que Dirigió a equipos como los azules de Almendares, Cienfuegos, en la Liga Profesional Cubana, en la binacional México-Estados Unidos, Liga Sunset dirigiendo en 1953 a Águilas de Mexicali y en la Mexicana a los conjuntos Azules de Veracruz, Leones de Yucatán, Tecolotes de Nuevo Laredo, también realizó funciones como entrenador de pitchers en el equipo de los Gigantes New York entre 1936 a 1938 y 1942 a 1945.

## Reconocimientos y Récords
Luque fue exaltado al Salón de la Fama del Béisbol Profesional Cubano en 1958 y en el Salón de la Fama del Beisbol Mexicano en 1985.  
Fue el primer pelotero latinoamericano que asistió a una Serie Mundial, su aparición se produjo como relevista el 3 de octubre de 1919
Adolfo Luque se convirtió en el primer lanzador no nacido en los Estados Unidos en lograr una victoria en series mundiales, cuando como relevista en el clásico de 1933, con los Gigantes de Nueva York derrotó 4 - 3 a los Senadores de Washington. Eso ocurrió el 6 de octubre para que su equipo conquistara el cetro 4 x 3. Luque había cumplido entonces los 43 años de edad.